# Andreas Viehauser
Andreas Viehauser (* 4. Juni 1901 in Bad Hofgastein; † 3. Dezember 1968 in Salzburg) war ein österreichischer Politiker (ÖVP) und praktischer Arzt. Er war von 1945 bis 1954 Abgeordneter zum Salzburger Landtag und von 1952 bis 1954 Zweiter Landtagspräsident-Stellvertreter.

## Ausbildung und Beruf
Viehauser besuchte die Volksschule in Bad Hofgastein und wechselte danach an das Erzbischöfliche Privatgymnasium Borromäum in Salzburg, an dem er 1923 die Matura ablegte. Er studierte danach von 1923 bis 1929 Medizin an der Universität Innsbruck und promovierte 1929 zum Dr. med. univ. Seinen Turnus absolvierte Viehauser von 1929 bis 1934 im Krankenhaus der Barmherzigen Brüder Wien bzw. Salzburg und im Unfallkrankenhaus Wien, danach war er von 1934 bis 1967 als praktischer Arzt in Salzburg tätig. Viehauser wurde von 1939 bis 1942 zum Kriegsdienst eingezogen, wo er als Oberarzt diente. 1947 wurde ihm der Berufstitel Medizinalrat verliehen.

## Politik und Funktionen
Nach dem Ende des Zweiten Weltkriegs trat Viehauser 1945 der neugegründeten Salzburger Volkspartei bei. Er war zudem von 1946 bis 1954 Landesobmann-Stellvertreter des Österreichischen Wirtschaftsbundes im Land Salzburg und von 1945 bis 1968 Präsident des Salzburger Roten Kreuzes. Des Weiteren hatte er von 1948 bis 1955 die Funktion des Landesobmanns des Österreichischen Kinderrettungswerkes inne, war von 1950 bis 1958 als Landesobmann der Arbeitsgemeinschaft für Volksgesundheit aktiv und wirkte von 1949 bis 1954 als Mitglied des Landesstellenausschusses der Allgemeinen Unfallversicherungsanstalt (AUVA) Salzburg. Er wurde am 12. Dezember 1945 als Abgeordneter zum Salzburger Landtag angelobt und schied per 10. Dezember 1954 aus dem Landtag aus. Vom 28. Mai 1952 bis zu seinem Ausscheiden aus dem Landtag war er Zweiter Landtagspräsident-Stellvertreter. Nach seinem Tod wurde ihm zu Ehren 1969 die Dr.-Viehauser-Straße in Salzburg benannt. 